# Éric Nzikwinkunda
Éric Nzikwinkunda, född 1 januari 1997, är en friidrottare från Burundi. Han deltog vid olympiska sommarspelen 2020.